# 참저축은행배 프로아마오픈
참저축은행배 프로아마오픈은 안동시가 주최하고 한국기원과 경상북도바둑협회, 안동시체육회가 공동주관하며 안동시와 참저축은행이 공동후원한다. 2017년 1회 대회 때는 아마추어 대회로 열렸고, 2018년 2회 때는 프로의 출전도 허용했다. 다만 프로랭킹 51위 이하만 참가할 수 있다는 제한을 두었다. 2019년 3회 대회부터 한국기원이 주관하는 공식기전으로 자리잡았다. 세계바둑페스티벌로 대회 규모를 격상시키면서 모든 프로기사들에게 문호를 개방했다. 참저축은행배는 2019년 제3회 대회 이후 신종코로나바이러스 감염증(코로나19)이 확산하자 중단되었다가, 2022년 4회 대회부터 이름을 백암배로 바꾸고 새로 시작한다. 안동시 백암배 바둑오픈 최강전은 경상북도ㆍ안동시ㆍ백암교육재단ㆍ황금프로퍼티가 후원하고, 한국기원과 안동시체육회가 공동주최하며, 한국기원ㆍ경북바둑협회ㆍ안동시바둑협회가 공동주관한다.

## 대회 방식
- 국내 프로ㆍ아마오픈전은 프로예선에서 40명을, 아마예선에서 10명을 선발한다. 예선 통과자 50명과 랭킹 시드 12명, 후원사 시드 2명과 더불어 64강 토너먼트로 우승 경쟁을 벌인다.

## 대국 규정
- 제한시간 30분, 초읽기 30초 3회, 결승은 단판 승부

## 대회 상금
- 상금은 우승 3000만원, 준우승 1000만원, 4강패자 400만원.

## 역대 우승자
| 회수 | 연도 | 우승        | 전적 | 준우승      |
| ---- | ---- | ----------- | ---- | ----------- |
| 2    | 2018 | 김진휘 三단 | 1:0  | 최광호 初단 |
| 3    | 2019 | 홍성지 九단 | 1:0  | 신민준 九단 |
| 4    | 2022 | 강우혁 五단 | 1:0  | 이원영 九단 |
| 5    | 2023 | 김명훈 九단 | 1:0  | 한우진 八단 |
| 6    | 2024 | 변상일 九단 | 1:0  | 강동윤 九단 |